# Teresa di Sassonia-Altenburg (1836)
Teresa Amalia Carolina Giuseppina Antonietta di Sassonia-Altenburg, meglio conosciuta come Teresa (Ansbach, 21 dicembre 1836 – Stoccolma, 9 novembre 1914), era figlia del principe Edoardo di Sassonia-Altenburg e della sua prima moglie, la principessa Amalia, a sua volta figlia del principe Carlo di Hohenzollern-Sigmaringen.

## Biografia
Trascorse la propria fanciullezza in Baviera e, dopo la morte del padre, avvenuta nel 1852, visse con sua cugina paterna, la regina Maria di Hannover e con un suo zio materno, il principe Carlo Antonio di Hohenzollern-Sigmaringen.

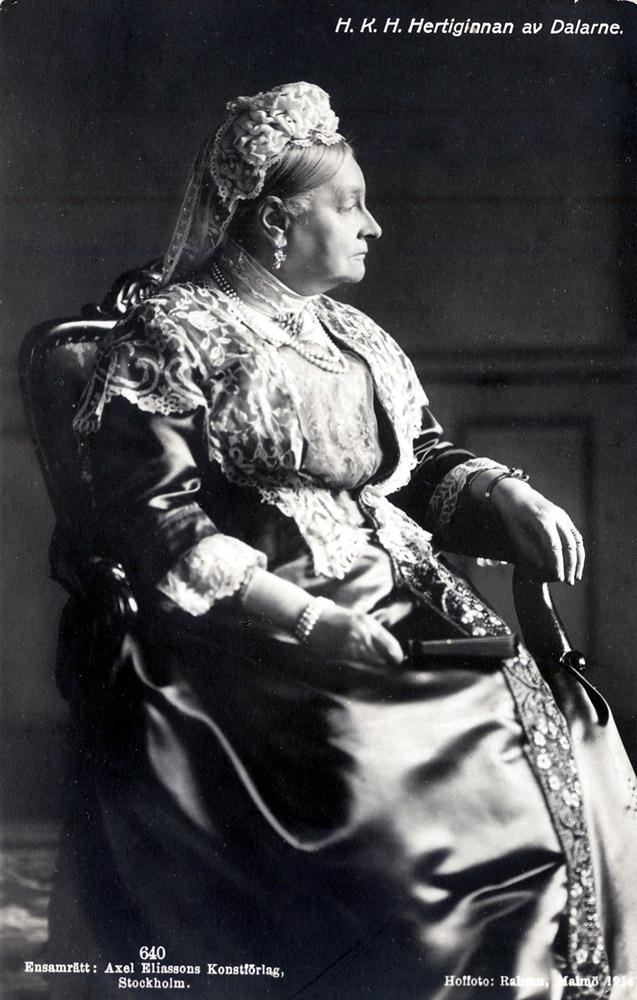
Teresa di Sassonia-Altenburg, fotografata in tarda età

## Matrimonio
Nel 1864, il principe Augusto di Svezia e Norvegia, duca di Dalarna le fece visita a Düsseldorf e, dopo aver trascorso con lei una settimana in modo da conoscerla, annunciò il loro fidanzamento. La coppia si sposò ad Altenburg, il 16 aprile 1864, ed a seguito delle nozze Teresa assunse i titoli di principessa di Svezia e di Norvegia e di duchessa di Dalarna.
In Svezia la forma tedesca del suo nome (Therese) venne modificata in quella svedese (Teresia): il mutamento venne poi ufficializzato nel 1901)
Venne descritta come una donna minuta e d'aspetto fragile. Lei ed il marito non erano innamorati l'uno dell'altro ma divennero buoni amici, e vissero insieme armoniosamente.
La coppia non ebbe figli.
Teresa soffriva di problemi mentali e talvolta era soggetta a collassi. Al riguardo, una volta Augusto disse, "Mi definiscono stupido, ma dovrebbero sentire la mia Teresa!" Il marito la chiamava anche "la mia piccola Hopsy-Totsie" (in svedese: min lilla hoppetossa). Teresa era amica della cognata Eugenia e le faceva visita a Gotland d'estate.
Interessata alla musica, era spesso presente, seduta sul palco reale, all'Accademia Reale svedese di musica.
Rimasta vedova nel 1873, le venne assegnato Luis De Geer quale custode. In quest'epoca Teresa avviò una corrispondenza con Ohan Demirgian, un noto truffatore armeno, con cui aveva fatto conoscenza nel 1869, quando la sua presenza a corte aveva causato uno scandalo. Si era ritenuto all'epoca che Demirgian avesse svolto il ruolo di magnaccia, ed ora egli s'offrì a Teresa per aiutarla a negoziare un nuovo matrimonio. Nel 1875 Fritz von Dardel scriveva ormai che " la duchessa di Dalarna è ritenuta fuori di testa dai suoi parenti tedeschi e, dietro loro richiesta, rimarrà in Svizzera durante l'inverno, per essere curata da un dottore".
Teresa tornò in Svezia nel 1890, e prese dimora nel palazzo Haga, venendo per questo in seguito comunemente chiamata la "duchessa Haga". Divenne famosa per la sua buona cucina, ed era solita mangiare così tanto che divenne sovrappeso col trascorrere del tempo.
Morì nel 1914, a Stoccolma, e venne sepolta nella Riddarholmskyrkan, la chiesa dove vengono sepolti i membri della famiglia reale svedese.

## Ascendenza
|                                           |                                           |                                            | Genitori                                               |  |  | Nonni |  |  | Bisnonni                                        |  |  | Trisnonni                                      |  |
|                                           |                                           |                                            |                                                        |  |  |       |  |  | Ernesto Federico III di Sassonia-Hildburghausen |  |  | Ernesto Federico II di Sassonia-Hildburghausen |  |
|                                           |                                           |                                            |                                                        |  |  |       |  |  | Ernesto Federico III di Sassonia-Hildburghausen |  |  | Ernesto Federico II di Sassonia-Hildburghausen |  |
|                                           |                                           | Carolina di Erbach-Fürstenau               |                                                        |  |  |       |  |  | Ernesto Federico III di Sassonia-Hildburghausen |  |  |                                                |  |
| Federico di Sassonia-Altenburg            |                                           |                                            |                                                        |  |  |       |  |  | Ernesto Federico III di Sassonia-Hildburghausen |  |  |                                                |  |
|                                           |                                           | Ernestina Augusta di Sassonia-Weimar       | Ernesto Augusto I di Sassonia-Weimar                   |  |  |       |  |  |                                                 |  |  |                                                |  |
|                                           |                                           | Ernestina Augusta di Sassonia-Weimar       | Ernesto Augusto I di Sassonia-Weimar                   |  |  |       |  |  |                                                 |  |  |                                                |  |
|                                           |                                           | Ernestina Augusta di Sassonia-Weimar       | Sofia Carlotta di Brandeburgo-Bayreuth                 |  |  |       |  |  |                                                 |  |  |                                                |  |
| Edoardo di Sassonia-Altenburg             |                                           | Ernestina Augusta di Sassonia-Weimar       |                                                        |  |  |       |  |  |                                                 |  |  |                                                |  |
|                                           |                                           | Carlo II di Meclemburgo-Strelitz           | Carlo Ludovico Federico di Meclemburgo-Strelitz        |  |  |       |  |  |                                                 |  |  |                                                |  |
|                                           |                                           | Carlo II di Meclemburgo-Strelitz           | Carlo Ludovico Federico di Meclemburgo-Strelitz        |  |  |       |  |  |                                                 |  |  |                                                |  |
|                                           |                                           | Carlo II di Meclemburgo-Strelitz           | Elisabetta Albertina di Sassonia-Hildburghausen        |  |  |       |  |  |                                                 |  |  |                                                |  |
| Carlotta Giorgina di Meclemburgo-Strelitz |                                           | Carlo II di Meclemburgo-Strelitz           |                                                        |  |  |       |  |  |                                                 |  |  |                                                |  |
|                                           |                                           | Federica Carolina Luisa d'Assia-Darmstadt  | Giorgio Guglielmo d'Assia-Darmstadt                    |  |  |       |  |  |                                                 |  |  |                                                |  |
|                                           |                                           | Federica Carolina Luisa d'Assia-Darmstadt  | Giorgio Guglielmo d'Assia-Darmstadt                    |  |  |       |  |  |                                                 |  |  |                                                |  |
|                                           |                                           | Federica Carolina Luisa d'Assia-Darmstadt  | Maria Luisa Albertina di Leiningen-Dagsburg-Falkenburg |  |  |       |  |  |                                                 |  |  |                                                |  |
| Teresa di Sassonia-Altenburg              |                                           | Federica Carolina Luisa d'Assia-Darmstadt  |                                                        |  |  |       |  |  |                                                 |  |  |                                                |  |
|                                           | Antonio Luigi di Hohenzollern-Sigmaringen | Carlo Federico di Hohenzollern-Sigmaringen |                                                        |  |  |       |  |  |                                                 |  |  |                                                |  |
|                                           | Antonio Luigi di Hohenzollern-Sigmaringen | Carlo Federico di Hohenzollern-Sigmaringen |                                                        |  |  |       |  |  |                                                 |  |  |                                                |  |
|                                           | Antonio Luigi di Hohenzollern-Sigmaringen | Giovanna di Hohenzollern-Berg              |                                                        |  |  |       |  |  |                                                 |  |  |                                                |  |
| Carlo di Hohenzollern-Sigmaringen         | Antonio Luigi di Hohenzollern-Sigmaringen |                                            |                                                        |  |  |       |  |  |                                                 |  |  |                                                |  |
|                                           |                                           | Amalia Zefirina di Salm-Kyrburg            | Filippo Giuseppe di Salm-Kyrburg                       |  |  |       |  |  |                                                 |  |  |                                                |  |
|                                           |                                           | Amalia Zefirina di Salm-Kyrburg            | Filippo Giuseppe di Salm-Kyrburg                       |  |  |       |  |  |                                                 |  |  |                                                |  |
|                                           |                                           | Amalia Zefirina di Salm-Kyrburg            | Maria Theresia di Hornes                               |  |  |       |  |  |                                                 |  |  |                                                |  |
| Amalia di Hohenzollern-Sigmaringen        |                                           | Amalia Zefirina di Salm-Kyrburg            |                                                        |  |  |       |  |  |                                                 |  |  |                                                |  |
|                                           |                                           | Pierre Murat                               | Pierre Murat                                           |  |  |       |  |  |                                                 |  |  |                                                |  |
|                                           |                                           | Pierre Murat                               | Pierre Murat                                           |  |  |       |  |  |                                                 |  |  |                                                |  |
|                                           |                                           | Pierre Murat                               | Jeanne Loubières                                       |  |  |       |  |  |                                                 |  |  |                                                |  |
| Maria Antonietta Murat                    |                                           | Pierre Murat                               |                                                        |  |  |       |  |  |                                                 |  |  |                                                |  |
|                                           |                                           | Louise dAstorg                             | Aymeric dAstorg                                        |  |  |       |  |  |                                                 |  |  |                                                |  |
|                                           |                                           | Louise dAstorg                             | Aymeric dAstorg                                        |  |  |       |  |  |                                                 |  |  |                                                |  |
|                                           |                                           | Louise dAstorg                             | Marie Alanyou                                          |  |  |       |  |  |                                                 |  |  |                                                |  |
|                                           |                                           | Louise dAstorg                             |                                                        |  |  |       |  |  |                                                 |  |  |                                                |  |